# Käte Fenchel
Käte Fenchel, nascida Käte Sperling (Berlim, 21 de dezembro de 1905 — 19 de dezembro de 1983) foi uma matemática alemã de origem judaica. É conhecida por seu trabalho sobre grupos não-abelianos.